# Eurex
Eurex або European Exchange - одна з
провідних  бірж світ, яка торгує похідними
фінансовими інструментами (ф'ючерсами і опціонами). Eurex була створена в 1998 році в результат злиття німецької біржі деривативів Deutsch Terminbörse (DTB) та швейцарської Swis Options and Financial Futures (SOFFEX). 4 вересня 1997 року у Бюрґенштоку, Швейцарія, було офіційно оголошено про створення такої платформи.
Торгівля здійснюється у формі електронних торгів, доступ до яких забезпечується з різних точок земної кулі.